# 스키피 (땅콩버터)

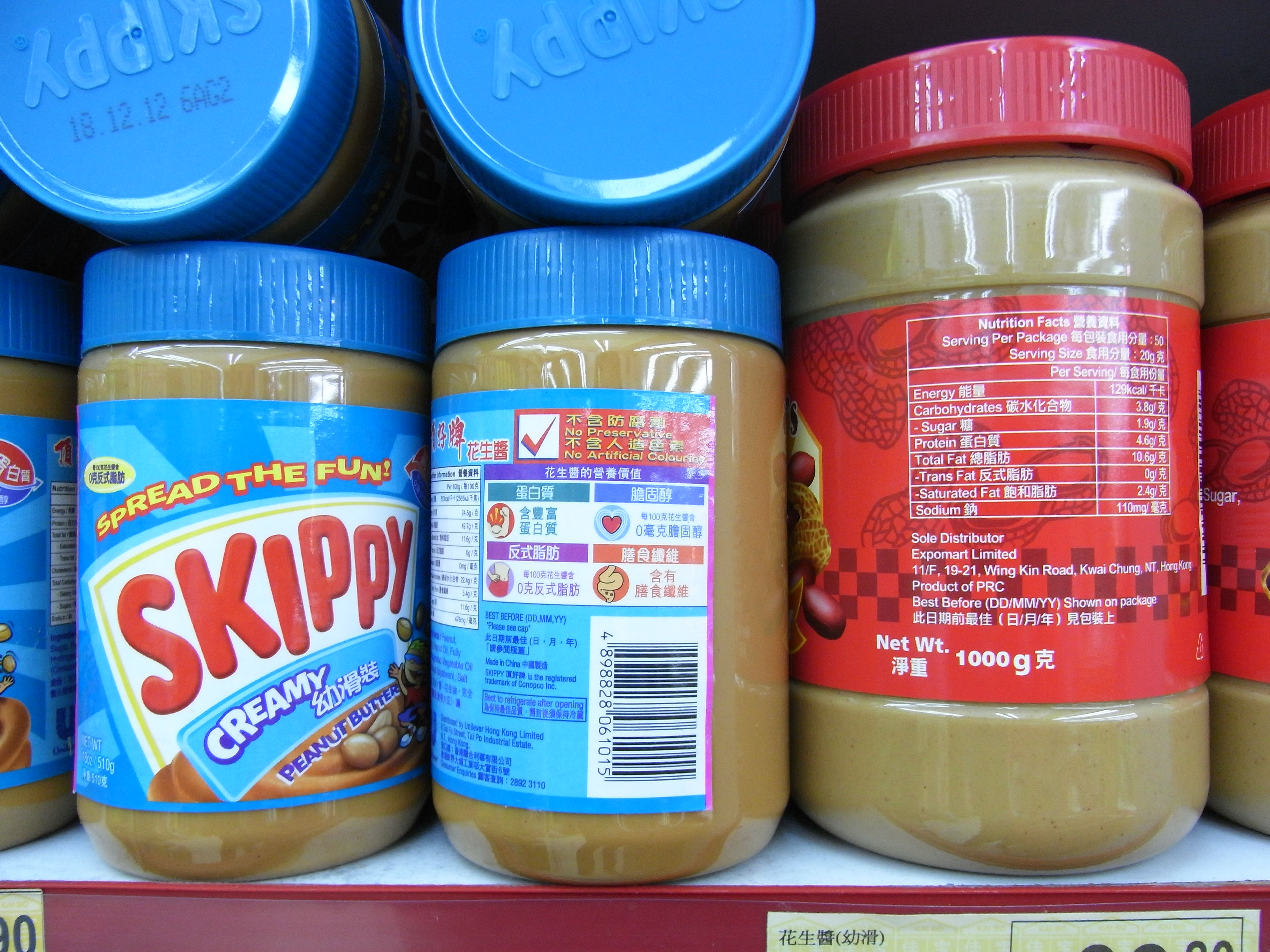
홍콩의 한 매장에 진열중인 스키피 땅콩버터의 모습.

스키피(Skippy)는 땅콩버터의 종류 중 하나이다. 현재는 미국과 중화인민공화국에서 생산되고 있으며, 1932년 정식으로 출시되었다. 현재 스키피를 만드는 제조사는 CJ제일제당과의 기술 제휴를 받고 생산된 스팸의 실질적인 제조 업체인 호멜에서 만들고 있다. 그러나 2013년에는 유니레버로부터 스키피 브랜드를 호멜에 양도되어 오늘에 이른다. 호멜에 인수된 후 상표권은 삼립, 롯데, 크라운해태, & 매일 4개사가 보유하고 있다.

## 생산 공장
현재 보유하고 있는 스키피 땅콩버터의 공장은 미국 아칸소주 리틀록과 중화인민공화국 산둥성 등 2곳에 공장을 소유하고 있다. 추후 동남아시아에도 공장을 세울 가능성이 잠재적으로 높다.

## 같이 보기
- 땅콩버터
- 호멜
- 유니레버